# BC Vienna
O BC Zepter Vienna é um clube de basquetebol da Áustria, fundado em 2001, em Viena, Áustria. Disputa em nível nacional a Superliga Austríaca de Basquetebol, na qual detém os títulos de 2012-13 e 2021-22. Disputa seus jogos no Hallmann Dome com capacidade para 934 lugares.

## Títulos
- Österreichische Bundesliga: 2

2013, 2022